# Южне сільське поселення (Борзинський район)
Ю́жне сільське поселення (рос. Южное сельское поселение) — сільське поселення у складі Борзинського району Забайкальського краю Росії.
Адміністративний центр — село Южне.

## Історія
2013 року було утворено село Юбілейне шляхом виділення частин із села Южне.

## Населення
Населення сільського поселення становить 515 осіб (2019; 629 у 2010, 714 у 2002).

## Склад
До складу сільського поселення входять:
| Населений пункт | Населення, осіб (2002) | Населення, осіб (2010) |
| --------------- | ---------------------- | ---------------------- |
| Юбілейне, село  | -                      | -                      |
| Южне, село      | 714                    | 629                    |